# Rufete (uva)
La rufete es una uva tinta española y portuguesa que se cultiva en la cuenca del Duero y, sobre todo, en la zona portuguesa de Oporto y en la comunidad autónoma española de Castilla y León. Se puede encontrar en la DOC Dão de Portugal, donde la variedad se conoce como tinta pinheira.
También está muy arraigada en la zona sur de la provincia de Salamanca, en la llamada “Sierra de Francia", donde poblaciones como San Esteban de la Sierra, Santibañez de la Sierra o Garcibuey entre otras, guardan viñedos de cepas centenarias de esta variedad de uva.

## Regiones vinícolas

Mapa del río Duero.

Aunque la uva se asocia con el vino fortificado producido en el Duero, también se puede encontrar en otras zonas. Un ejemplo es la pequeña zona vinícola DO Arribes, a lo largo de la frontera española/portuguesa de Castilla y León y las zonas vinícolas portuguesas de Castelo Rodrigo, Cova da Beira y Pinhel.
En la DO Sierra de Salamanca las cepas se cultivan en bancales o terrazas, creando así un paisaje único; con un microclima templado y húmedo que supera los 1000 litros anuales y sobre suelos pizarrosos o graníticos se encuentran los pequeños viñedos. Es una planta muy vigorosa adaptada a la región y al modo tradicional de cultivo serrano.

## Viticultura y estilos de vinos
La rufete es conocida por ser una variedad de maduración temprana que puede producir vinos con cuerpo y luz, aunque tienen riesgo de oxidarse fácilmente si no se utilizan técnicas anaeróbicas en la vinificación.

## Sinónimos
A lo largo de los años, la rufete se ha conocido bajo una gran variedad de sinónimos, incluyendo: penamacor, pennamaior, pinot aigret, preto rifete, rifete, riffete, rofete, rosete, rosette, ruceta, rufeta, rupeti berra, tinta carvalha y tinta pinheira.